# Kappatal
Kappatal är ett mått på kvarvarande lignin i pappersmassa som erhålles som resultat av en standardiserad analysmetod.
Lignin ger upphov till brun- eller gulfärgning av massa och önskas avlägsnas (eller modifieras) i samband med blekning av pappersmassa. Kappatalet blir därmed också ett mått på massans blekbarhet och kappatalet blir styrande för den mängd blekkemikalier som behöver tillföras i blekeriet.
Kappatalet för kemiska pappersmassor ligger i området från ca 1 till ca 100 (normalt 5-70) och bestäms genom att använda kaliumpermanganat för att oxidera ligninet i massan. Kappatalet bestäms av det antal milliliter (ml) av en kaliumpermanganatlösning vid 20 mmol/liter som förbrukas av 1 gram torr massa. Utförandet av kappatalsanalysen anges i ISO 302:2004.
Kappatal för massor som ska blekas brukar ligga under 25-30, för säckpappersmassor (för bruna säckar) kan kappatalet ligga mellan 45 och 55, för brun liner till wellpapp kan kapptalet ligga mellan 60 och 90. Kappalsmetoden fungerar inte vid ligninhalter över ca 15%, varför den enbart tillämpas på kemiska massor.
Kappatalet är, till skillnad från flera andra tidigare tillämpade metoder för ligninbestämning, i det närmaste proportionellt mot kvarvarande ligningmängd. Som uppskattning kan följande relation användas
Kappatal  =  k x (ligninhalten i procent)
där k ungefär är lika med 6,57. Konstanten k är dock beroende av processförhållanden och vedslag och nämnda värde måste därför ses som approximativt.
Kappatalsmetoden utvecklades i bland annat Kanada och benämningen kan ses som en slags akronym av Canadian Pulp and Paper Association.